# Agkistrodon
Agkistrodon és un gènere de serps de la subfamília dels crotalins que es troba des de Costa Rica fins al sud dels EUA.

## Taxonomia
El gènere Agkistrodon inclou 8 espècies:
- Agkistrodon bilineatus Günther, 1863
- Agkistrodon conanti (Gloyd, 1969)
- Agkistrodon contortrix (Linnaeus, 1766)
- Agkistrodon howardgloydi Conant, 1984
- Agkistrodon laticinctus (Gloyd & Conant, 1934)
- Agkistrodon piscivorus (Lacépède, 1789)
- Agkistrodon russeolusre Gloyd, 1972
- Agkistrodon taylori Burger & Robertson, 1951